# Söhrebahn
| Streckennummer: | 3905                    |                                                    |                                                    |
| Kursbuchstrecke: | 178b (1934) 198t (1946) |                                                    |                                                    |
| Streckenlänge: | 10,6 km                 |                                                    |                                                    |
| Spurweite: | 1435 mm (Normalspur)    |                                                    |                                                    |
| |                         |                                                    |                                                    |
| \| \| 0,0 \| Kassel-Bettenhausen Kleinbahnhof \| Kassel-Bettenhausen Kleinbahnhof \| \| \| \| Verbindungsgleis zur Bahnstrecke Kassel–Waldkappel \| \| \| \| \| Anst Bode \| \| \| \| 3,0 \| Eisenhammer \| Eisenhammer \| \| \| 4,5 \| Lohfelden \| Lohfelden \| \| \| 7,0 \| Vollmarshausen \| Vollmarshausen \| \| \| 9,2 \| Wellerode \| Wellerode \| \| \| 10,6 \| Wellerode Wald \| Wellerode Wald \| |                         |                                                    |                                                    |
| Betriebs-/Güterbahnhof Streckenanfang | 0,0                     | Kassel-Bettenhausen Kleinbahnhof                   | Kassel-Bettenhausen Kleinbahnhof                   |
| Abzweig geradeaus und nach links |                         | Verbindungsgleis zur Bahnstrecke Kassel–Waldkappel | Verbindungsgleis zur Bahnstrecke Kassel–Waldkappel |
| Abzweig ehemals geradeaus und nach rechts |                         | Anst Bode                                          | Anst Bode                                          |
| Haltepunkt / Haltestelle (Strecke außer Betrieb) | 3,0                     | Eisenhammer                                        | Eisenhammer                                        |
| Bahnhof (Strecke außer Betrieb) | 4,5                     | Lohfelden                                          | Lohfelden                                          |
| Bahnhof (Strecke außer Betrieb) | 7,0                     | Vollmarshausen                                     | Vollmarshausen                                     |
| Bahnhof (Strecke außer Betrieb) | 9,2                     | Wellerode                                          | Wellerode                                          |
| Kopfbahnhof Streckenende (Strecke außer Betrieb) | 10,6                    | Wellerode Wald                                     | Wellerode Wald                                     |

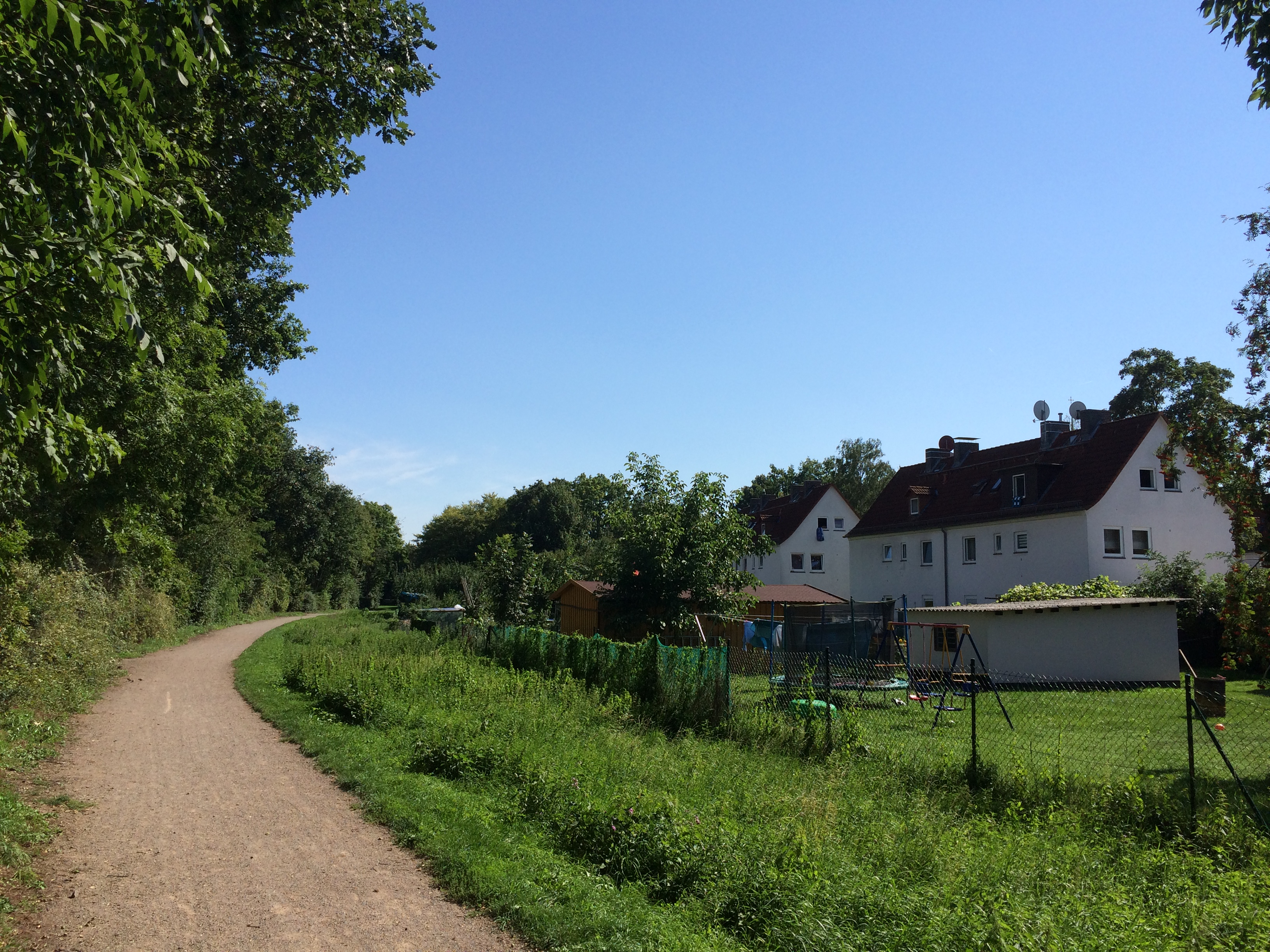
Bahntrasse in Kassel

Die Söhrebahn war eine normalspurige Kleinbahn von Kassel-Bettenhausen nach Wellerode. Sie ist nach dem großen Waldgebiet Söhre südlich bis südöstlich von Kassel benannt, auf dem sich Teile des Geo-Naturparks Frau-Holle-Land (Werratal.Meißner.Kaufunger Wald) ausbreiten. Die Bahnstrecke existierte von 1912 bis 1966.

## Geschichte

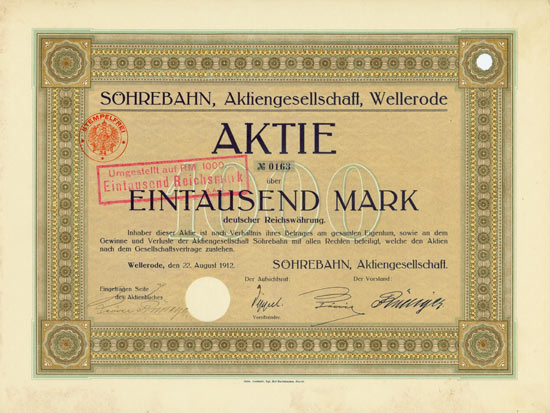
Aktie über 1000 Mark der Söhrebahn AG vom 22. August 1912

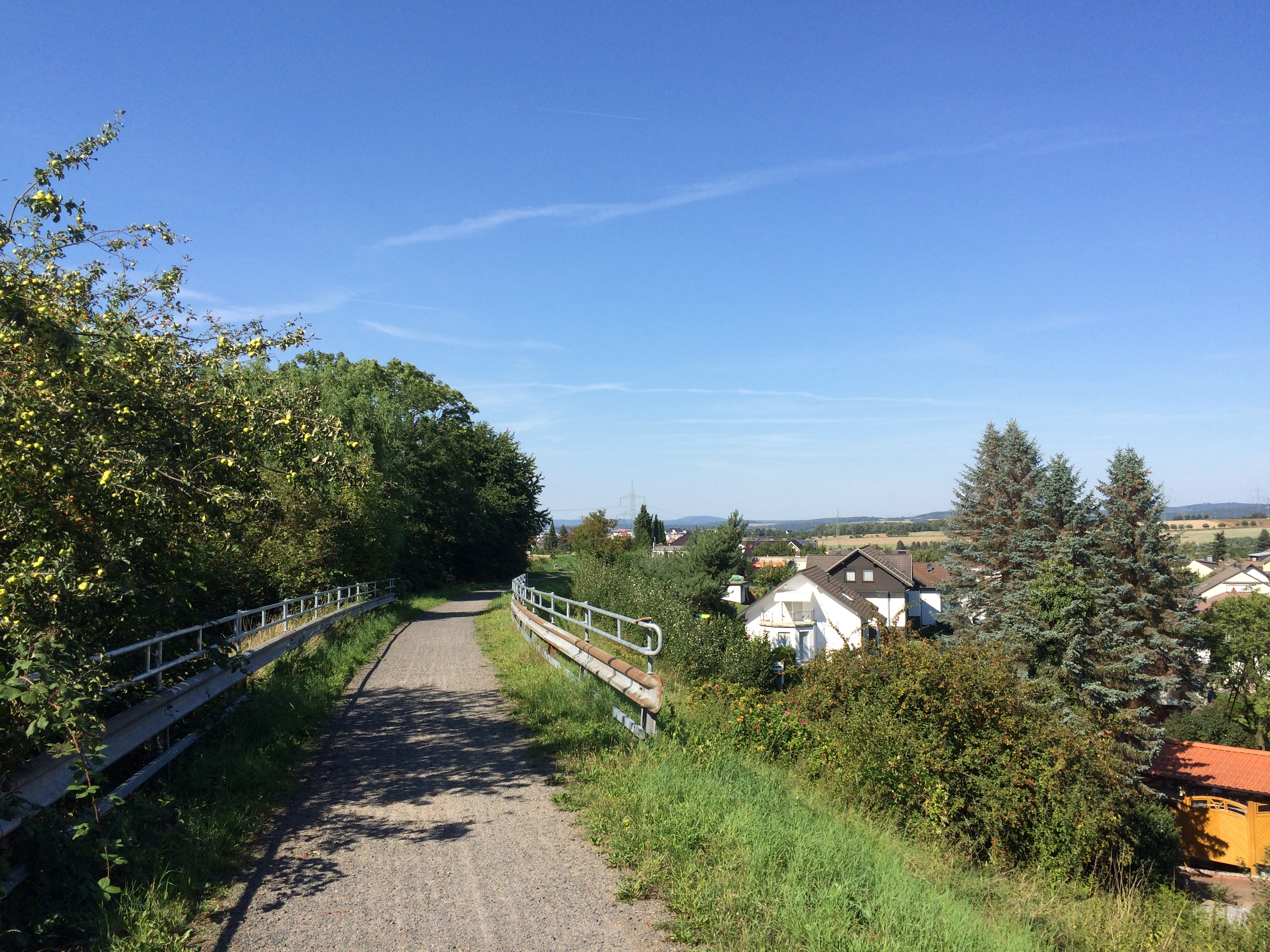
Bahntrasse in Lohfelden

Während die Hannoversche Bahnindustrie schon 1908 mit Vorarbeiten für die Söhrebahn befasst war, eröffnete die 1910 von drei Gemeinden und zwei Unternehmern gegründete Söhrebahn AG am 21. August 1912 eine normalspurige Bahn vom Bahnhof Kassel-Bettenhausen bis Wellerode Wald, wo vor allem Braunkohle, aber auch Basalt und Holz verladen wurde. Aber auch zahlreiche andere Betriebe siedelten sich entlang der Strecke an und bekamen Anschlussgleise. Auch der Personenverkehr war zeitweise recht bedeutend.
Hauptaktionär war mit 60 % des Kapitals jahrzehntelang die Hessische Braunkohlen- und Ziegelwerke-GmbH. Bis 1945 war auch das Kasseler Maschinenbauunternehmen Henschel & Sohn maßgeblich an der AG beteiligt, die 1955 in eine GmbH umgewandelt wurde.
Die Bahn förderte wesentlich den Anschluss der Söhre an die Stadt Kassel, in der Nähe der Bahnhöfe entstanden zahlreiche Wohnbauten für Pendler. Buslinien und der Individualverkehr führten jedoch ab den späten 1950er Jahren zum Rückgang des Personenverkehrs. Der Rückgang und schließlich die Einstellung der Braunkohle-Förderung im Welleröder Revier sorgte auch für rückläufigen Güterverkehr im Abschnitt Lohfelden-Wellerode.

### Niedergang und Abbau

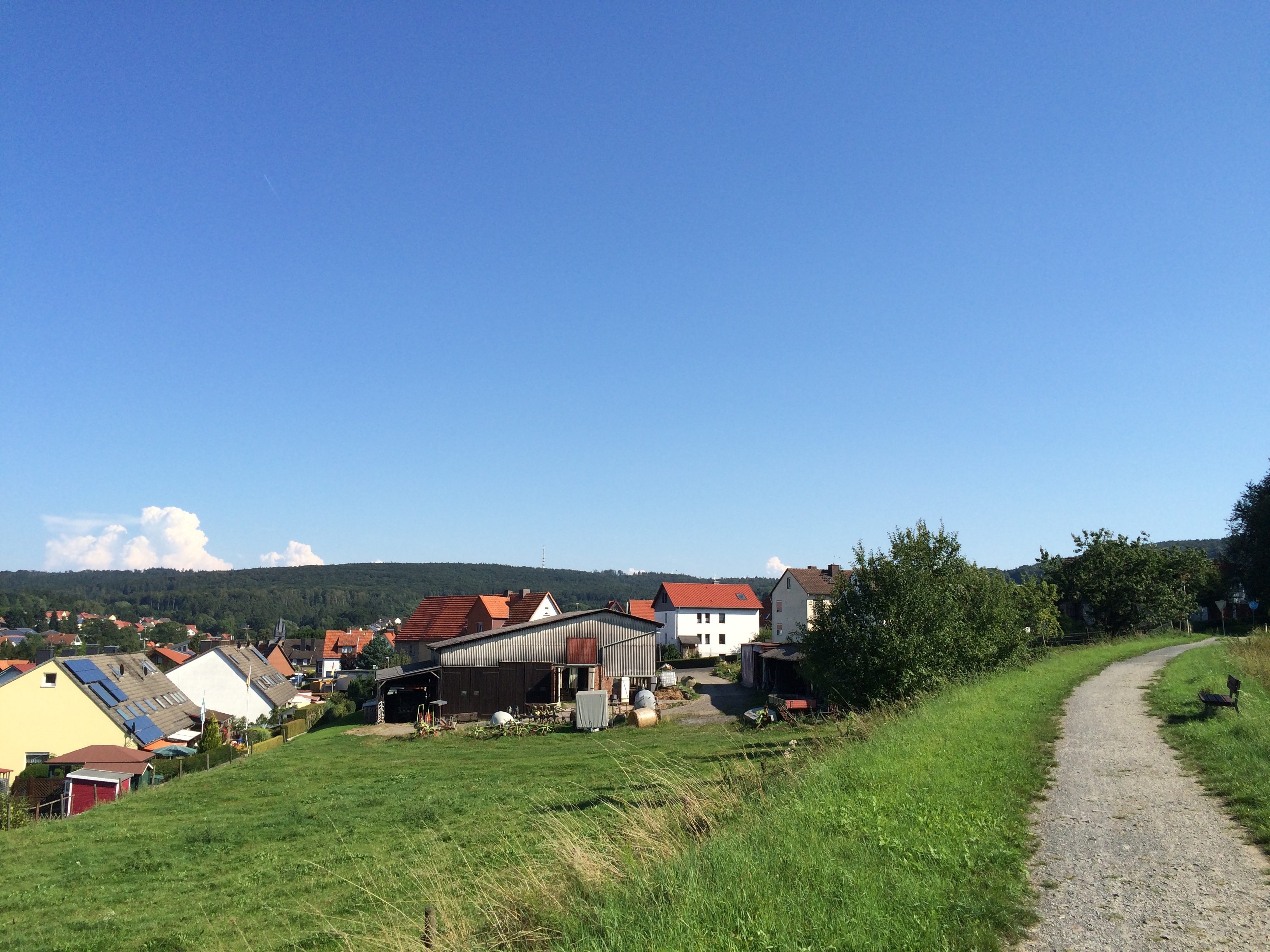
Bahntrasse in Söhrewald

Die wirtschaftliche Entwicklung führte am 1. September 1966 zur Einstellung des Personenverkehrs und eines Teils des Güterverkehrs. Nachdem die Basalt- und Braunkohlenindustrie das Interesse an der Bahn verloren hatte, übernahm die Deutsche Bundesbahn am 1. Januar 1970 den restlichen Güterverkehr, das Personal, die Infrastruktur und die Fahrzeuge der Söhrebahn. Die Söhrebahn GmbH erlosch zum 1. Februar 1970. So wurde die Strecke von Wellerode Wald bis zum Ortsrand Lohfelden-Vollmarshausen bereits in den 1970er Jahren zurückgebaut, seither wird die Trasse als Rad- und Wanderweg genutzt.
Bis zum 16. Dezember 1970 wurde die Strecke von Kassel-Bettenhausen nach Lohfelden und weiter nach Kassel-Waldau genutzt, um Güter aus Bettenhausen u. a. zum AEG-Werk in Waldau zu transportieren. Dieser Güterverkehr ging jedoch in den folgenden Jahren auf neue Anschlussbahnen und andere Verkehrsträger über. Schließlich wurde in den frühen 80er Jahren ein neues Industriestammgleis in Kassel-Waldau verlegt, über das die Bedienung der Industriebetriebe seitdem erfolgt. Dadurch wurde die Söhrebahn-Strecke unnötig und zurückgebaut. Lediglich die ersten rund 1,2 km der Strecke in Bettenhausen bis kurz vor dem ehemaligen Bahnübergang Ochshäuser Straße sind noch vorhanden und werden bis heute zum Anschluss mehrerer Güterkunden genutzt.
Der Streckenabschnitt ab Lohfelden (in etwa ab Höhe der Gesamtschule Söhre) bis zum Schwimmbad in Ochshausen dient seit seiner Stilllegung in den 1980er Jahren ebenfalls als Rad- und Wanderweg. Auch sonst finden sich noch zahlreiche Spuren der Bahn, so sind die Bahnhofsgebäude in Wellerode Wald, Vollmarshausen und Lohfelden noch vorhanden und renoviert, auch ist der Streckenverlauf bis auf einen Abschnitt am südöstlichen Ortsrand von Lohfelden noch weitgehend erhalten und großteils als Radweg genutzt. Die Stelle des einstigen Kleinbahnhofs in Bettenhausen südlich des Raiffeisen-Lagerhauses ist noch deutlich zu erkennen, auch das Empfangsgebäude war noch bis vor einigen Jahren vorhanden, wurde mittlerweile aber abgerissen.

## Bahnhöfe

### Kassel-Bettenhausen Söhrebahnhof
Der Bahnhof lag südlich des Bahnhofs Kassel-Bettenhausen an der Bahnstrecke Kassel-Waldkappel unmittelbar hinter dem noch heute genutzten Raiffeisen-Kornspeicher an der Söhrestraße. Das ursprüngliche Bahnhofsgebäude, das im selben Stil wie die übrigen entlang der Strecke gehalten war, wurde im Zweiten Weltkrieg zerstört und nach dem Krieg durch einen schlichteren Flachdach-Funktionsbau ersetzt, der mittlerweile abgerissen wurde. Die Gleisanlagen sind noch teilweise vorhanden und werden zum Abstellen von Güterwagen genutzt.

### Eisenhammer
Dieser Haltepunkt befand sich vor dem Bahnübergang Forstbachweg. Von ihm ist nichts mehr zu erkennen.

### Lohfelden
Das Bahnhofsgebäude, das sich unweit des Ochshäuser Ortskerns zwischen der Bahnhofstraße und der Karlsbader Straße befindet, ist noch originalgetreu erhalten und restauriert und dient als Wohnhaus.

### Vollmarshausen

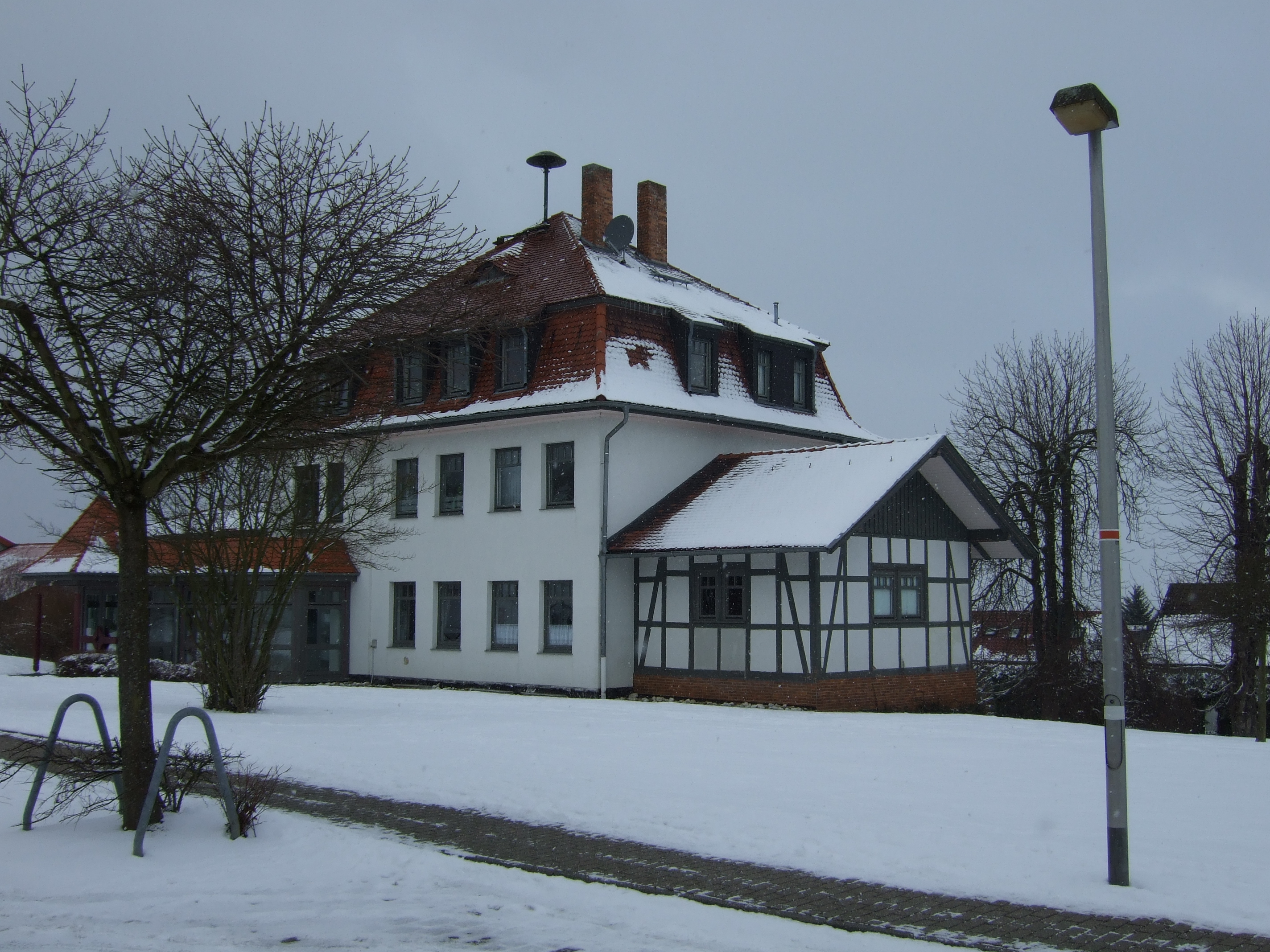
Ehemaliges Bahnhofsgebäude Wellerode Wald und jetziges Dorfgemeinschaftshaus

Das Bahnhofsgebäude ist ebenfalls als Wohnhaus erhalten.

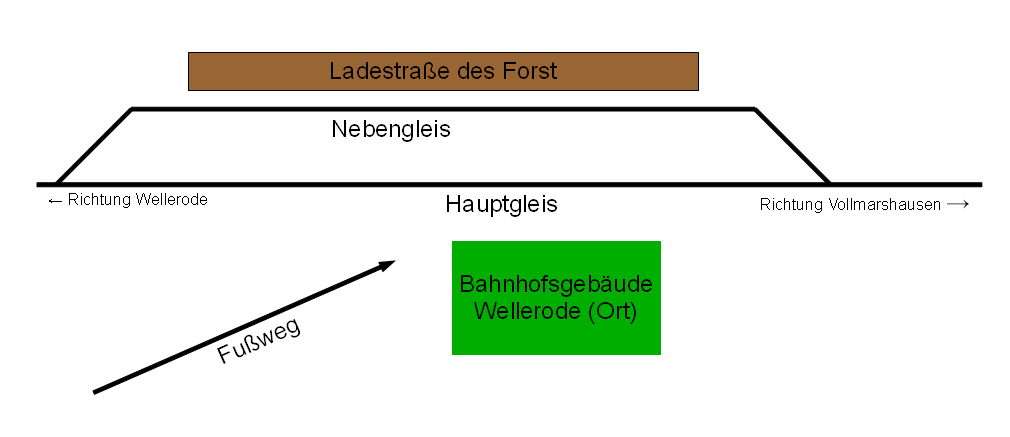
Gleisplan des Bahnhofs Wellerode Ort

### Wellerode (Ort)
Der Bahnhof befand sich am nördlichen Ortsausgang von Wellerode und bestand aus einem Fachwerkgebäude, das in den 1980er Jahren wegen Baufälligkeit abgerissen wurde. Auf der Westseite befand sich eine Ladestraße vor allem für den Holzumschlag. Ihre Überreste sind bis heute zu sehen.

### Wellerode Wald
Das ehemalige Bahnhofsgebäude fungiert heute als Dorfgemeinschaftshaus. Der zwischenzeitlich von einem Industriebetrieb genutzte Lokschuppen wurde dagegen abgerissen, um Bauland zu schaffen. Während des Betriebs der Söhrebahn befand sich im Bahnhofsgebäude eine Gaststätte. Der Bahnhof war Endpunkt der Söhrebahnstrecke Kassel–Wellerode.

## Triebfahrzeuge

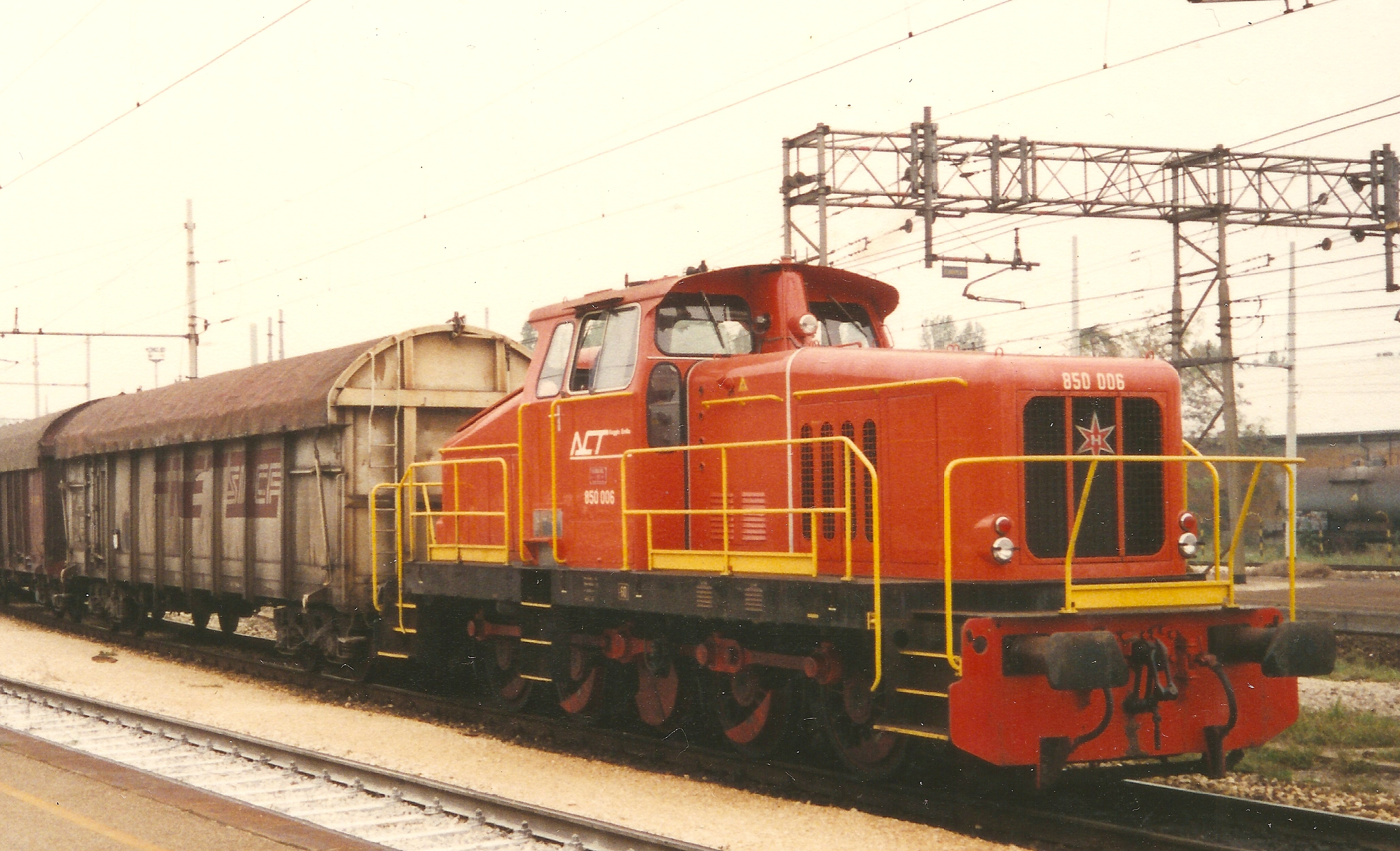
DB-Baureihe 279 im Jahr als ACT 850.006 in Norditalien

Der Triebfahrzeugpark bestand bei Betriebsaufnahme aus zwei Dampflokomotiven der Firma Henschel (Betriebsnummern 1 und 2). Sie wurden im Jahr 1912 angeschafft und 1962 ausgemustert. Eine weitere Dampflok wurde 1937 gekauft und unter der Betriebsnummer 3 geführt. Sie wurde 1969 ausgemustert.
In den Jahren 1958 und 1961 wurden als Ersatz für die Lokomotiven Nummer 1 und 2 zwei Diesellokomotiven des Typs DH 850 D von Henschel beschafft. Sie blieben bis zur Stilllegung der Strecke im Dienst. Nach der Übernahme durch die Deutsche Bundesbahn gingen sie als DB-Baureihe 279 in deren Bestand über. 1971 wurden beide Loks an die italienische Privatbahn ACT in Reggio Emilia verkauft. 2009 gingen beide Lokomotiven zusammen mit der Eisenbahnsparte der ACT an die Ferrovie Emilia Romagna. Seit 2012 sind sie im Besitz des Eisenbahnverkehrsunternehmens Dinazzano Po.